# Lathrolestes nigricollis
Lathrolestes nigricollis är en stekelart som först beskrevs av Thomson 1883.  Lathrolestes nigricollis ingår i släktet Lathrolestes och familjen brokparasitsteklar. Inga underarter finns listade i Catalogue of Life.